# Заям
Заям (азерб. Zəyəm) также Дзегами, Загама — посёлок городского типа в Шамкирском районе Азербайджана. 
Весной 1605 года персидский шах Аббас призвал к себе царевича Константина, дал ему ширванское войско и приказал вернуться на родину и, умертвив своего отца Александра II и брата Георгия, завладеть престолом. Цареубийство совершилось 12 марта 1605 года в царском дворце в селения Дзегами. Убиты были также и присутствовавшие дворяне. После гибели отца и брата Константин-хан захватил кахетинский царский престол. 
Ранее, в Российской империи, селение в пределах Елизаветпольской губернии. На Заямской равнине (между реками Заям и Шамхор), в кампании 1805 года Аббас-Мирза был разбит отрядом полковника Карягина.
Статус посёлка городского типа с 1967 года. В посёлке расположена одноимённая железнодорожная станция (на линии Гянджа — Акстафа).
По данным БСЭ в Заяме размещались завод сельскохозяйственных машин и карьер по добыче камня. Велось производство плюша и трикотажных изделий.

## Население
| 1970 | 1979 | 1989 | 2011 |
| ---- | ---- | ---- | ---- |
| 4590 | 4943 | 6031 | 7800 |